# Grande Prêmio do Brasil de 1990
Resultados do Grande Prêmio do Brasil de Fórmula 1 realizado em Interlagos em 25 de março de 1990. Segunda etapa do campeonato, esta prova marcou o retorno da categoria à cidade de São Paulo após dez anos de ausência e teve como vencedor o francês Alain Prost em seu primeiro triunfo pela Ferrari. Ao seu lado no pódio estavam Gerhard Berger e Ayrton Senna, pilotos da McLaren-Honda.

## Resumo

### A volta para São Paulo
Presidente da Confederação Brasileira de Automobilismo, Piero Gancia, chegou a Paris em 19 de abril de 1989 a fim de consultar a Federação Internacional de Automobilismo Esportivo (FISA) sobre a transferência da etapa brasileira para Interlagos, embora Jacarepaguá tivesse sediado o Grande Prêmio do Brasil há menos de um mês. Sabedor dos questionamentos a respeito do tema, ele afirmou: "Não estamos tentando roubar o GP do Rio. Queremos, isto sim, salvar o GP do Brasil, que após os incidentes deste ano está ameaçado de não existir". Embora não falasse abertamente, referia-se ao acidente que deixou tetraplégico o francês Philippe Streiff.
Sabendo que o Autódromo de Interlagos não integrava o calendário mundial da velocidade desde o Grande Prêmio do Brasil de 1980, quando o francês René Arnoux, então na Renault, conquistou a primeira vitória de sua carreira e com as pesadas críticas a respeito do atendimento médico prestado a Streiff ainda em sua memória, Piero Gancia consultou a prefeita de São Paulo, Luiza Erundina, quanto à realização de uma reforma em Interlagos para trazer a Fórmula 1 de volta à capital paulista e logo a mandatária sentenciou: "desde que os recursos venham da iniciativa privada".
No dia 12 de novembro de 1989 Luiza Erundina, Piero Gancia e Tamas Rohonyi, representante de Bernie Ecclestone, presidente da Associação dos Construtores da Fórmula 1 (FOCA), anunciaram o regresso da categoria à capital paulista e em menos de um mês foi divulgado o calendário de 1990 onde a etapa brasileira ocorreria em 25 de março. Logo começaram as reformas em Interlagos: uma nova torre de controle, sala de imprensa, centro médico, novas arquibancadas e áreas de escape, além de muros de proteção, contudo nada causou mais furou que as modificações no traçado de Interlagos, embora o miolo do circuito permanecesse intocado. A pista teve sua extensão reduzida de 7.960 metros para apenas 4.325, resultado da supressão das curvas um e dois, embora a adição de um "S" em descida ligando a antiga curva um à Curva do  Sol parecesse uma compensação justa. Entretanto, para desgosto de Ayrton Senna, o novo trecho deveria ser percorrido em alta velocidade tão logo os pilotos viessem da reta dos boxes, mas ao invés disso serviria como redutor da velocidade dos carros.
Após a inspeção da FISA o novo circuito foi homologado e suas dependências franqueadas aos competidores numa quinta-feira, três dias antes da prova. Assim eles poderiam conhecer a nova pista e habituar-se à mesma, conforme regulamento vigente à época.

### Polêmicas de Balestre
Como se não bastasse o entrevero entre Alain Prost e Ayrton Senna no Grande Prêmio do Japão de 1989 e a ameaça de impedir a participação do brasileiro no campeonato do ano seguinte, Jean-Marie Balestre ameaçou cancelar a prova em São Paulo em meio às queixas sobre a violência no Brasil e a surpresa causada pela outorga do Plano Collor, segundo ele a prova inequívoca do colapso econômico do país. Absurda, pois pilotos e equipes estavam aptos a competir, tal intenção não encontrava amparo no regulamento da categoria. Alheio aos fatos, Balestre ameaçou cancelar o evento e depois autorizou sua realização. Agastado, Bernie Ecclestone sentenciou: "Isso tudo é uma grande besteira de Balestre. Ele adora estar sempre em evidência. O melhor que os jornalistas brasileiros têm a fazer é ignorá-lo. Ele não tem poder para cancelar o GP, pois o circuito não apresenta nenhum problema".
Misteriosamente curado de uma gripe que, em tese, o impediria de comparecer à cidade de São Paulo, Balestre foi irônico ao comentar as vaias estrepitosas que recebeu em Interlagos: "adoro, adoro". No entanto queixou-se da imprensa, pois segundo ele "as vaias comprovam a eficiência da imprensa brasileira. Se vocês não conseguem garantir uma recepção cortês, podemos não voltar aqui. O campeonato de F1 é nosso". Alegando destemor, ele admitiu: "Para mim está, acima de tudo, o prazer perverso de enfrentar um público em delírio". Jocoso, lembrou que nas suas visitas anteriores a Interlagos, as vitórias foram francesas (Jacques Laffite pela Ligier em 1979 e René Arnoux pela Renault em 1980), mas assegurou não estar manipulando o campeonato de Fórmula 1.

### Treinos em Interlagos
Dono do melhor tempo desde os treinos extraoficiais, Ayrton Senna confirmou o primeiro lugar no momento decisivo ao marcar 1:17.277 nos instantes finais do treino, tendo ao seu lado no grid a presença do austríaco Gerhard Berger numa primeira fila da McLaren. A seguir uma surpresa, pois Thierry Boutsen e Riccardo Patrese capturaram a segunda fila para o conjunto Williams-Renault deixando para trás os bólidos da Ferrari com Nigel Mansell à frente de um discreto Alain Prost. Merece destaque o sétimo lugar obtido pela Tyrrell de Jean Alesi, provando que sua exibição há duas semanas no Grande Prêmio dos Estados Unidos não foi algo fortuito. Dentre os brasileiros tivemos o décimo terceiro lugar de Nelson Piquet com sua Benetton (não obstante a potência do motor Ford) e a frustração de Maurício Gugelmin cuja equipe, a Leyton House, não classificou nenhum carro. Além disso, Roberto Moreno falhou com sua Eurobrun logo na pré-qualificação.

### Senna erra, Prost vence
No momento da largada a McLaren fez valer as melhores posições e Ayrton Senna manteve-se adiante de Gerhard Berger num dueto de sete voltas até que o austríaco foi ultrapassado por Thierry Boutsen na reta dos boxes e dez giros mais tarde foi Prost quem deixou para trás o companheiro de Senna, aquela altura seis segundos à frente de Boutsen enquanto este mantinha Prost à distância. Dada a aparente modorra, foi necessária a mão do imponderável para mudar o curso dos acontecimentos: no momento em que se dirigia aos boxes para fazer seu pit stop, Boutsen errou o ponto de freada e um de seus mecânicos pulou para não ser atingido, mas o pneu segurado pelo mesmo atingiu a asa dianteira da Williams, danificando-a. Infelizmente para o piloto belga suas chances de vitória acabaram ali, na trigésima volta, e na pista foi restabelecida a conhecida dobradinha entre Senna e Prost, mas agora com os pilotos em escuderias distintas. Contudo os corredores em questão logo fizeram suas paradas e assim Berger liderou as voltas 33 e 34.
De volta à pista em primeiro lugar, Senna estava adiante de Prost enquanto Patrese cedeu o terceiro lugar a Berger tão logo o italiano seguiu rumo aos boxes. Dez segundos à frente de seu maior rival, Senna parecia tranquilo e sem obstáculos rumo a inédita vitória em seu país, contudo um erro de julgamento (tomando por base sua maior experiência na Fórmula 1 e o título mundial de 1988) por parte do brasileiro o fez perder a vitória: na quadragésima volta Senna aproximou-se do retardatário Satoru Nakajima e na altura do Bico de Pato, um ponto de baixa velocidade, o piloto da McLaren iniciou a ultrapassagem, mas a inabilidade de Nakajima combinada às condições de pista e o mau arbitramento de Senna resultaram num choque que danificou a asa dianteira de sua McLaren obrigando-o a fazer um pit stop extra.
Terceiro colocado em sua volta ao asfalto, Senna estava a 30 segundos de Prost e sem condições de alcançar até mesmo Berger, então o segundo colocado. Sem maiores acontecimentos a prova chegou ao fim e nela Alain Prost atingiu 40 vitórias na Fórmula 1, sexta no Grande Prêmio do Brasil e a primeira como piloto da Ferrari, com Gerhard Berger e Ayrton Senna, defensores da equipe McLaren-Honda, ao seu lado no pódio. Mesmo líder da competição com 13 pontos, Senna estava nitidamente decepcionado enquanto Prost não escondia sua emoção, sendo que os inimigos figadais receberem seus troféus das mãos do presidente Fernando Collor. Completaram a zona de pontuação os pilotos Nigel Mansell (Ferrari), Thierry Boutsen (Williams) e Nelson Piquet (Benetton), sendo que este último superou a Tyrrell de Jean Alesi nos metros finais da prova e finalmente pontuou em Interlagos. Por sua vez o piloto mais comentado do dia, Satoru Nakajima, terminou em oitavo lugar.
Ao comentar o incidente com Satoru Nakajima (de quem foi companheiro na Lotus) Ayrton Senna declarou: "Esperei umas quatro, cinco curvas atrás dele, daí ele abriu a porta. Quando eu entrei, ele decidiu voltar. Freei forte, mas não deu para evitar o choque". Por sua vez o japonês da Tyrrell, descreveu assim o ocorrido: "Fiquei à esquerda da pista assim que vi as bandeiras azuis. Essa parte estava muito suja. Eu escorreguei quando Ayrton passou. Espero que ele saiba que sinto muito, que não foi intencional". Expostas as visões de cada um resta ao circo da velocidade partir rumo ao próximo desafio.

## Resultados

### Pré-classificação
| Pos. | Nº | Piloto             | Equipe                | Melhor volta | Diferença |
| ---- | -- | ------------------ | --------------------- | ------------ | --------- |
| 1    | 29 | Eric Bernard       | Larrousse-Lamborghini | 1:23.763     | —         |
| 2    | 30 | Aguri Suzuki       | Larrousse-Lamborghini | 1:23.982     | + 0.219   |
| 3    | 14 | Olivier Grouillard | Osella-Ford           | 1:23.987     | + 0.224   |
| 4    | 18 | Yannick Dalmas     | AGS-Ford              | 1:24.015     | + 0.252   |
| 5    | 17 | Gabriele Tarquini  | AGS-Ford              | 1:24.265     | + 0.502   |
| 6    | 33 | Roberto Moreno     | EuroBrun-Judd         | 1:25.763     | + 2.000   |
| 7    | 31 | Bertrand Gachot    | Coloni-Subaru         | 1:34.046     | + 10.283  |
| 8    | 34 | Claudio Langes     | EuroBrun-Judd         | 1:39.188     | + 15.425  |
| 9    | 39 | Gary Brabham       | Life                  | —            | —         |

### Treino de classificação
| Pos. | Nº | Piloto             | Equipe                | Q1       | Q2       | Diferença |
| ---- | -- | ------------------ | --------------------- | -------- | -------- | --------- |
| 1    | 27 | Ayrton Senna       | McLaren-Honda         | 1:17.769 | 1:17.277 | —         |
| 2    | 28 | Gerhard Berger     | McLaren-Honda         | 1:17.888 | 1:18.504 | + 0.611   |
| 3    | 5  | Thierry Boutsen    | Williams-Renault      | 1:18.375 | 1:18.150 | + 0.873   |
| 4    | 6  | Riccardo Patrese   | Williams-Renault      | 1:18.465 | 1:18.288 | + 1.011   |
| 5    | 2  | Nigel Mansell      | Ferrari               | 1:18.509 | 1:19.475 | + 1.232   |
| 6    | 1  | Alain Prost        | Ferrari               | 1:18.631 | 1:18.884 | + 1.354   |
| 7    | 4  | Jean Alesi         | Tyrrell-Ford          | 1:19.230 | 1:18.923 | + 1.646   |
| 8    | 23 | Pierluigi Martini  | Minardi-Ford          | 1:19.039 | 1:19.688 | + 1.762   |
| 9    | 22 | Andrea de Cesaris  | Dallara-Ford          | 1:19.125 | 1:19.964 | + 1.848   |
| 10   | 26 | Philippe Alliot    | Ligier-Ford           | 1:19.309 | —        | + 2.032   |
| 11   | 29 | Eric Bernard       | Larrousse-Lamborghini | 1:19.406 | 1:21.024 | + 2.129   |
| 12   | 8  | Stefano Modena     | Brabham-Judd          | 1:19.425 | 1:20.126 | + 2.148   |
| 13   | 20 | Nelson Piquet      | Benetton-Ford         | 1:19.629 | 1:20.317 | + 2.352   |
| 14   | 12 | Martin Donnelly    | Lotus-Lamborghini     | 1:20.032 | —        | + 2.755   |
| 15   | 19 | Alessandro Nannini | Benetton-Ford         | 1:20.055 | 1:20.317 | + 2.778   |
| 16   | 21 | Gianni Morbidelli  | Dallara-Ford          | 1:20.164 | 1:20.229 | + 2.887   |
| 17   | 24 | Paolo Barilla      | Minardi-Ford          | 1:20.282 | 1:21.121 | + 3.005   |
| 18   | 30 | Aguri Suzuki       | Larrousse-Lamborghini | 1:20.557 | 1:21.086 | + 3.280   |
| 19   | 3  | Satoru Nakajima    | Tyrrell-Ford          | 1:20.568 | 1:21.086 | + 3.291   |
| 20   | 25 | Nicola Larini      | Ligier-Ford           | 1:20.650 | 1:20.794 | + 3.373   |
| 21   | 14 | Olivier Grouillard | Osella-Ford           | 1:21.292 | 1:20.884 | + 3.607   |
| 22   | 7  | Gregor Foitek      | Brabham-Judd          | 1:20.965 | 1:20.902 | + 3.625   |
| 23   | 9  | Michele Alboreto   | Arrows-Ford           | 1:20.920 | 1:21.002 | + 3.643   |
| 24   | 11 | Derek Warwick      | Lotus-Lamborghini     | 1:21.244 | 1:20.998 | + 3.721   |
| 25   | 10 | Alex Caffi         | Arrows-Ford           | 1:21.065 | 1:22.057 | + 3.788   |
| 26   | 18 | Yannick Dalmas     | AGS-Ford              | 1:22.426 | 1:21.087 | + 3.810   |
| 27   | 35 | Stefan Johansson   | Onyx-Ford             | 1:21.241 | 1:22.184 | + 3.964   |
| 28   | 36 | J. .J. Lehto       | Onyx-Ford             | 1:21.323 | 1:21.417 | + 4.046   |
| 29   | 16 | Ivan Capelli       | Leyton House-Judd     | 1:21.383 | 1:21.422 | + 4.106   |
| 30   | 15 | Maurício Gugelmin  | Leyton House-Judd     | 1:21.616 | 1:22.862 | + 4.339   |

### Corrida
| Pos. | Nº | Piloto             | Equipe                | Voltas | Tempo/Diferença   | Grid | Pontos |
| ---- | -- | ------------------ | --------------------- | ------ | ----------------- | ---- | ------ |
| 1    | 1  | Alain Prost        | Ferrari               | 71     | 1:37:21.258       | 6    | 9      |
| 2    | 28 | Gerhard Berger     | McLaren-Honda         | 71     | + 13.564          | 2    | 6      |
| 3    | 27 | Ayrton Senna       | McLaren-Honda         | 71     | + 37.722          | 1    | 4      |
| 4    | 2  | Nigel Mansell      | Ferrari               | 71     | + 47.266          | 5    | 3      |
| 5    | 5  | Thierry Boutsen    | Williams-Renault      | 70     | + 1 volta         | 3    | 2      |
| 6    | 20 | Nelson Piquet      | Benetton-Ford         | 70     | + 1 volta         | 13   | 1      |
| 7    | 4  | Jean Alesi         | Tyrrell-Ford          | 70     | + 1 volta         | 7    |        |
| 8    | 3  | Satoru Nakajima    | Tyrrell-Ford          | 70     | + 1 volta         | 19   |        |
| 9    | 23 | Pierluigi Martini  | Minardi-Ford          | 69     | + 2 voltas        | 8    |        |
| 10   | 19 | Alessandro Nannini | Benetton-Ford         | 68     | Pneus desgastados | 15   |        |
| 11   | 25 | Nicola Larini      | Ligier-Ford           | 68     | + 3 voltas        | 20   |        |
| 12   | 26 | Philippe Alliot    | Ligier-Ford           | 68     | + 3 voltas        | 10   |        |
| 13   | 6  | Riccardo Patrese   | Williams-Renault      | 65     | Pressão do óleo   | 4    |        |
| 14   | 21 | Gianni Morbidelli  | Dallara-Ford          | 64     | +7 voltas         | 16   |        |
| Ret  | 10 | Alex Caffi         | Arrows-Ford           | 49     | Embreagem         | 25   |        |
| Ret  | 12 | Martin Donnelly    | Lotus-Lamborghini     | 43     | Spun off          | 14   |        |
| Ret  | 8  | Stefano Modena     | Brabham-Judd          | 39     | Spun off          | 12   |        |
| Ret  | 24 | Paolo Barilla      | Minardi-Ford          | 38     | Motor             | 17   |        |
| Ret  | 18 | Yannick Dalmas     | AGS-Ford              | 28     | Suspensão         | 26   |        |
| Ret  | 11 | Derek Warwick      | Lotus-Lamborghini     | 25     | Pane elétrica     | 24   |        |
| Ret  | 30 | Aguri Suzuki       | Larrousse-Lamborghini | 24     | Suspensão         | 18   |        |
| Ret  | 9  | Michele Alboreto   | Arrows-Ford           | 24     | Suspensão         | 23   |        |
| Ret  | 7  | Gregor Foitek      | Brabham-Judd          | 14     | Transmissão       | 22   |        |
| Ret  | 29 | Eric Bernard       | Larrousse-Lamborghini | 13     | Câmbio            | 11   |        |
| Ret  | 14 | Olivier Grouillard | Osella-Ford           | 8      | Batida            | 21   |        |
| Ret  | 22 | Andrea de Cesaris  | Dallara-Ford          | 0      | Batida            | 9    |        |
| DNQ  | 35 | Stefan Johansson   | Onyx-Ford             |        |                   |      |        |
| DNQ  | 36 | J. J. Lehto        | Onyx-Ford             |        |                   |      |        |
| DNQ  | 16 | Ivan Capelli       | Leyton House-Judd     |        |                   |      |        |
| DNQ  | 15 | Maurício Gugelmin  | Leyton House-Judd     |        |                   |      |        |
| DNPQ | 17 | Gabriele Tarquini  | AGS-Ford              |        |                   |      |        |
| DNPQ | 33 | Roberto Moreno     | EuroBrun-Judd         |        |                   |      |        |
| DNPQ | 31 | Bertrand Gachot    | Coloni-Subaru         |        |                   |      |        |
| DNPQ | 34 | Claudio Langes     | Eurobrun-Judd         |        |                   |      |        |
| DNPQ | 39 | Gary Brabham       | Life                  |        |                   |      |        |

## Tabela do campeonato após a corrida
| Pos.    | Piloto          | Pontos |
| ------- | --------------- | ------ |
| 1       | Ayrton Senna    | 13     |
| 2       | Alain Prost     | 9      |
| 3       | Jean Alesi      | 6      |
| 4       | Gerhard Berger  | 6      |
| 5       | Thierry Boutsen | 6      |
| Fontes: |                 |        |

| Pos.    | Construtor       | Pontos |
| ------- | ---------------- | ------ |
| 1       | McLaren-Honda    | 19     |
| 2       | Ferrari          | 12     |
| 3       | Tyrrell-Ford     | 7      |
| 4       | Williams-Renault | 6      |
| 5       | Benetton-Ford    | 4      |
| Fontes: |                  |        |

- Nota: Somente as primeiras cinco posições estão listadas. Entre 1981 e 1990 cada piloto podia computar onze resultados válidos por temporada não havendo descartes no mundial de construtores.